# Programa Nacional para as Alterações Climáticas
O Programa Nacional para as Alterações Climáticas tem como objetivo controlar e reduzir as emissões de gases com efeito estufa, respeitando os compromissos de Portugal no Protocolo de Quioto.